# Edward Earle Shouldice
Edward Earle Shouldice (* 3. Oktober 1890 bei Chesley, Bruce County, Ontario; † 20. August 1965 in Thornhill, Ontario) war ein kanadischer Chirurg. Er entwickelte eine chirurgische Technik zur Behandlung von Hernien, die als Leistenbruchoperation nach Shouldice nach ihm benannt wurde, und zählt damit zu den Pionieren der Hernienchirurgie.

## Leben
Edward Earle Shouldice wurde 1890 auf einer Farm in der Nähe von Chesley in Ontario geboren. Noch während seiner Kindheit zog die Familie auf eine Ranch in der Nähe von Calgary, wo er die High School absolvierte. Nachdem er danach zunächst ein Jahr lang Theologie am Victoria College der University of Toronto studiert hatte, begann er ein Studium der Medizin, das er 1916 in Toronto abschloss. Er leistete während des Ersten Weltkrieges Militärdienst als Sanitätsoffizier und kehrte anschließend nach Toronto zurück, wo er sich in privater Praxis niederließ. Darüber hinaus lehrte er 26 Jahre lang Anatomie an der medizinischen Fakultät der University of Toronto.
Nach dem Beginn des Zweiten Weltkrieges fungierte er als beratender Chirurg der Sanitätskommission der kanadischen Streitkräfte. Während dieser Zeit begann er sich mit der operativen Behandlung von Hernien zu beschäftigen. Er entwickelte eine neue Operationsmethode, die er 1944 während der Jahrestagung der Ontario Medical Association erstmals der Fachwelt vorstellte und in der Folgezeit weiter verbesserte. Ab den 1980er Jahren fand sie als Leistenbruchoperation nach Shouldice neben der auf Irving L. Lichtenstein zurückgehenden Lichtenstein-Operation weltweite Verbreitung. Ihre Vorteile gegenüber den zuvor gebräuchlichen Verfahren waren insbesondere die Anwendung von Lokalanästhesie anstelle einer Operation unter Vollnarkose sowie die deutlich verkürzte Zeit für die Erholung der Patienten.
Nach dem Ende des Krieges eröffnete Edward Earle Shouldice im Jahr 1945 unter dem Namen Shouldice Surgery eine eigene Privatklinik in Toronto. Acht Jahre später erweiterte er die Klinik, die als Shouldice Hernia Center bis in die Gegenwart besteht, um einen zweiten Standort in Thornhill, Ontario, einem Vorort von Toronto. Außerdem unternahm er in den folgenden zwei Jahrzehnten ausgedehnte Reisen, um seine Operationstechnik Chirurgen in anderen Ländern vorzuführen. Er war verheiratet, Vater eines Sohnes und einer Tochter und starb 1965 in dem zu seiner Klinik gehörenden Krankenhaus Thornhill infolge eines Herzinfarkts.

## Werke (Auswahl)
- The Treatment of Hernia. In: Ontario Medical Review. 1953, S. 1–14
- Staphylococcic Wound Infections; Study of Wound Infections in Several Thousand Hernia Cases. In: Journal of the American Medical Association. 170/1959, S. 1274–1283
- Sinus Formation Following Infected Herniorrhaphy Incisions: A Study of Sinuses Occurring after the Use of Silk only, Wire only or a Combination of the Two. In: Canadian Medical Association Journal. 18/1961, S. 576–579